# Herman Geiger-Torel
Herman Geiger-Torel (* 13. Juli 1907 in Frankfurt am Main; † 6. Oktober 1976 in Toronto) war ein deutsch-kanadischer Opernregisseur und Musikpädagoge.

## Leben
Der Sohn der Pianistin und Komponistin Rosy Geiger-Kullmann und des Juristen Rudolf Geiger studierte nach privatem Unterricht in Frankfurt am Hoch’schen Konservatorium Opernleitung bei Lothar Wallerstein. Von 1928 bis 1930 war er Regieassistent an der Frankfurter Oper, 1930 war er Wallersteins Assistent bei den Salzburger Festspielen. In den 1930er Jahren war er Opernregisseur in Aussig, Bremerhaven und Troppau.
Seit 1934 arbeitete Geiger-Torel (aufgrund der nationalsozialistischen Machtübernahme im Deutschen Reich 1933) in Lateinamerika. Am Teatro Colón in Buenos Aires produzierte er sechs Opern, darunter La traviata und Manon Lescaut mit Claudia Muzio und 1938 Siegfried mit Max Lorenz und Herbert Janssen unter Leitung von Erich Kleiber. Bis 1943 wirkte er als Regisseur und Schauspieler am Deutschen Freien Theater in Buenos Aires, dann ging er als Chefregisseur für die Opernproduktion des SODRE nach Montevideo. Von 1945 bis 1948 war er Chefregisseur des Theatro Municipal von Rio de Janeiro.
Auf Einladung von Nicholas Goldschmidt unterrichtete Geiger-Torel ab 1948 an der Royal Cons Opera School der University of Toronto. 1949 gründete er die Opera Backstage, eine Gruppe von Musikern mit den Sängern Mary Morrison, Patricia Snell, Joanne Ivey, Ernest Adams und Andrew MacMillan, dem Pianisten und Dirigenten George Crum und dem Manager Walter Homburger, mit der er Auszüge aus Opern in Westkanada aufführte. 1950 wurde er Regisseur der Opera Festival Association (später Canadian Opera Association, COC), 1956 künstlerischer Leiter und 1959 Generaldirektor. Er leitete sie bis zur Emeritierung in seinem Todesjahr und produzierte mit ihr mehr als dreißig Opern, darunter Deirdre von Healey Willan und Louis Riel von Harry Somers.
Geiger-Torel war außerdem künstlerischer Berater der CBC Opera Company (1948–56), produzierte dreizehn Opern für das CBC Fernsehen und leitete Aufführungen bei den Montreal Festivals, am Théâtre lyrique de Nouvelle-France, beim Guelph Spring Festival, an der Manitoba Opera in Winnipeg, der Southern Alberta Opera, der Edmonton Opera, beim Vancouver International Festival und an der Vancouver Opera. 1969 wurde er als Officer des Order of Canada ausgezeichnet.